# Finał Mistrzostw Świata w Piłce Nożnej 1938

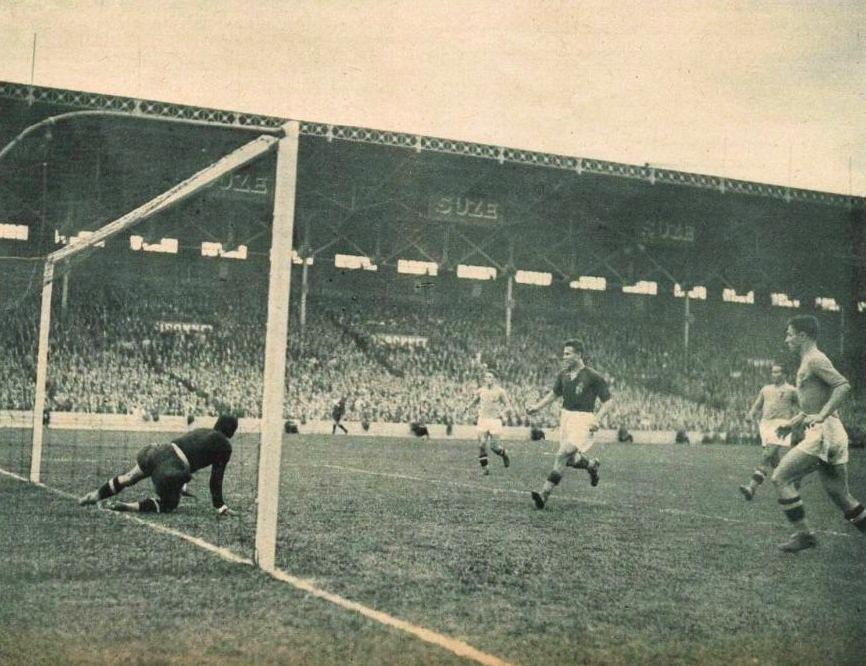
Stade olympique Yves-du-Manoir w Colombes, arena meczu finałowego mistrzostw świata 1938

Mecz finałowy Mistrzostw Świata w Piłce Nożnej 1938 odbył się 19 czerwca 1938 na stade olympique Yves-du-Manoir w Colombes we Francji, pomiędzy reprezentacjami Włoch z Węgier, a jego sędzią był Francuz Georges Capdeville. Tytuł po raz drugi (z rzędu) w historii zdobyli Włosi, którzy pokonali Węgrów 4:2. Najlepszym strzelcem turnieju został Brazylijczyk Leônidas, zdobywca 7 goli. Puchar Jules’a Rimeta wzniósł kapitan zwycięskiej drużyny, Giuseppe Meazza, który otrzymał tę nagrodę z rąk ówczesnego prezydenta Francji, Alberta Lebruna.

## Uczestnicy

### Droga do finału
| Włochy     | Włochy      | Włochy                         | Runda          | Węgry                        | Węgry | Węgry                                                                 |
| ---------- | ----------- | ------------------------------ | -------------- | ---------------------------- | ----- | --------------------------------------------------------------------- |
| Przeciwnik | Wynik       | Strzelcy                       | Faza pucharowa | Przeciwnik                   | Wynik | Strzelcy                                                              |
| Norwegia   | 2:1 (dogr.) | Pietro Ferraris, Silvio Piola  | 1/8 finału     | Holenderskie Indie Wschodnie | 6:0   | Vilmos Kohut, Géza Toldi, György Sárosi ×2, Gyula Zsengellér ×2       |
| Francja    | 3:1         | Gino Colaussi, Silvio Piola ×2 | Ćwierćfinały   | Szwajcaria                   | 2:0   | György Sárosi, Gyula Zsengellér                                       |
| Brazylia   | 2:1         | Gino Colaussi, Giuseppe Meazza | Półfinały      | Szwecja                      | 5:1   | Sven Jacobsson (sam.), Pál Titkos, Gyula Zsengellér ×2, György Sárosi |

## Mecz
| 19 czerwca 1938 15:00 WEST | Włochy · Gino Colaussi 6', 35' · Silvio Piola 16', 82' | 4:2(3:1)Raport | Węgry · Pál Titkos 8' · György Sárosi 70' | Stade olympique Yves-du-Manoir, Colombes Widzów: 45 000 Sędzia: Georges Capdeville |
|                            |                                                        |                |                                           |                                                                                    |

|                | Aldo Olivieri        |
|                | Alfredo Foni         |
|                | Pietro Rava          |
|                | Pietro Serantoni     |
|                | Michele Andreolo     |
|                | Ugo Locatelli        |
|                | Amedeo Biavati       |
|                | Giuseppe Meazza (k.) |
|                | Silvio Piola         |
|                | Giovanni Ferrari     |
|                | Gino Colaussi        |
| Trener:        |                      |
| Vittorio Pozzo |                      |

|                 | Antal Szabó        |
|                 | Sándor Bíró        |
|                 | Gyula Polgár       |
|                 | Gyula Lázár        |
|                 | György Szűcs       |
|                 | Antal Szalay       |
|                 | Pál Titkos         |
|                 | Gyula Zsengellér   |
|                 | György Sárosi (k.) |
|                 | Jenő Vincze        |
|                 | Ferenc Sas         |
| Trener:         |                    |
| Alfréd Schaffer |                    |

WŁOCHY
DRUGI TYTUŁ